# LOFT ロフト
『LOFT ロフト』（ロフト）は、2005年の日本・韓国合作のホラー映画。監督・脚本は黒沢清、出演は中谷美紀と豊川悦司など。

## ストーリー
小説家の春名礼子（中谷美紀）は、スランプに陥っており、新作を書けずにいる。最近は体調が優れず、吐き気に襲われることがある。担当編集者の木島（西島秀俊）の厚意で、東京郊外にある木造二階建ての洋館に引っ越してきた彼女は、向かいに建つ相模大学の研修所に何かを運び入れている考古学者の吉岡誠（豊川悦司）を目撃する。気になって調べていくうちに、吉岡たちが1000年前のミイラを沼から引き上げたらしいということを彼女は突き止める。
教育映画社の村上（加藤晴彦）の協力を得て、友人の野々村（鈴木砂羽）と共に『ミドリ沼のミイラ』と題された戦前の記録映画を見ると、そのフィルムにはミイラのような存在が映っていた。郊外に戻ってきた礼子は、研修所に忍びこみ、吉岡が運び入れたものの正体を知る。それは長い髪のミイラであった。吉岡は同僚の日野（大杉漣）にミイラの展示を勧められていたが、そのことに違和感を感じたため、無断でミイラを研修所に運び入れたのである。吉岡は礼子に、大学生たちが研修所にやって来るので、今後数日間だけ、ミイラを預かっていてほしい、と言う。その依頼を礼子は快く引き受けたものの、小説の執筆を進められずにいた。
そんな折、前の住人が残していった小説の原稿を洋館で発見した礼子は、それを書き写して、ついに新作の出版にこぎつける。洋館を訪れた木島は、前の住人が亜矢（安達祐実）という小説家志望の大学生であったことを礼子に告げる。亜矢は木島に殺されたはずなのだが、亜矢の幽霊が吉岡の目の前に度々現れるので、吉岡は自分が亜矢を殺したのではないかと混乱している。吉岡は、彼の無実を信じる礼子と一緒に、木島が亜矢を埋めたはずの森へ向かう。木島はそこで地面を掘り返す二人に襲いかかるが、警察に逮捕される。
礼子は新作小説の原稿を燃やし、吉岡はミイラを研修所の焼却炉に放り込む。二人は、森を抜けた先にある湖の桟橋へ行き、亜矢の死体が入っているかもしれない棺を引き上げ、その中に何も入っていないことを確かめる。吉岡の無実を確信して安堵した彼らは抱擁し、永遠の愛を誓いあう。しかし、その直後、吉岡は湖に落ち、ミイラ化した亜矢の死体が湖から姿を現す。

## キャスト
- 春名礼子 - 中谷美紀
- 吉岡誠 - 豊川悦司
- 木島幸一 - 西島秀俊
- 亜矢 - 安達祐実
- 野々村めぐみ - 鈴木砂羽
- 村上 - 加藤晴彦
- 日野 - 大杉漣

## スタッフ
- 監督・脚本：黒沢清
- 撮影：芦澤明子
- 美術：松本知恵
- 音楽：ゲイリー芦屋
- VFXスーパーバイザー：浅野秀二
- VFX・CGI制作：リンクスデジワークス

## 製作
監督の黒沢清は、テレビのニュース番組で楼蘭の美女を見て本作のストーリーを思いついた、という。